# Rachel Matthews
Rachel Lynn Matthews (Los Ángeles, California, Estados Unidos, 25 de octubre de 1993) es una actriz estadounidense. Es conocida por protagonizar la película Feliz día de tu muerte y su secuela, Feliz día de tu muerte 2.

## Trayectoria
Oriunda en Los Ángeles, nació en 1993, siendo la hija mayor de la actriz Leslie Landon y Brian Matthews. Comenzó a interesarse por la interpretación a una edad temprana viendo películas de Shirley Temple, lo que la llevó a tomar clases de claqué y canto y, finalmente, a unirse a un programa de teatro local a la edad de 10 años. Siguió dedicándose a la vida escénica estudiando interpretación en la Tisch School of the Arts de la Universidad de Nueva York. En la universidad entabló amistad con la también actriz Camila Mendes, que se convertiría en su compañera de piso al regresar a Los Ángeles, y con la música Maggie Rogers, que presentaría a ambas en su vídeo musical "Give a Little".
En 2017 tuvo su debut cinematográfico en Feliz día de tu muerte, dirigida por su tío Christopher Landon, interpretando a la presidenta de la casa de hermandad Danielle Bouseman, un papel que volvería a interpretar en la secuela de 2019 Feliz día de tu muerte 2. Ese mismo año fue elegida para interpretar a la ladrona villana Magpie en la serie de televisión Batwoman, tuvo un pequeño papel en la serie de Hulu Buscando a Alaska y puso voz a un personaje en Frozen II.
En marzo de 2020 se informó de que había dado positivo por COVID-19 en medio de la pandemia de COVID-19 en los Estados Unidos.

## Filmografía

### Cine
| Año  | Título                   | Papel             | Notas |
| ---- | ------------------------ | ----------------- | ----- |
| 2017 | Feliz día de tu muerte   | Danielle Bouseman |       |
| 2019 | Feliz día de tu muerte 2 | Danielle Bouseman |       |
| 2019 | Ms. White Light          | Enfermera Landon  |       |
| 2019 | Frozen II                | Honeymaren        | Voz   |
| 2022 | Revancha ya              | Allegra           |       |

### Televisión
| Año  | Título            | Papel         | Notas       |
| ---- | ----------------- | ------------- | ----------- |
| 2019 | Batwoman          | Margot/Magpie | 3 episodios |
| 2019 | Buscando a Alaska | Fiona         | 3 episodios |